# Тецнер, Александр Сергеевич
Алекса́ндр Серге́евич Те́цнер (12 марта 1882 — после 1917) — екатеринославский вице-губернатор, олонецкий губернатор. Статский советник (1913). Камер-юнкер (1913).

## Биография
Православный. Из потомственных дворян. Сын статс-секретаря Государственной канцелярии Сергея Константиновича Тецнера (?—1903) и Марии Федоровны, по второму браку Щегловитовой, жены министра юстиции Ивана Григорьевича Щегловитова.
В 1902 году окончил курс наук в Александровском лицее. Приказом министра финансов от 22 июня 1902 года был определён на службу по Министерству финансов с определением в отдел промышленности. Приказом по Главному управлению торгового мореплавания и портов от 24 июля 1903 г. переведён на службу помощником столоначальника отдела торгового мореплавания. Приказом Государственного секретаря переведён с 6 апреля 1904 г. на службу в Государственную канцелярию в отдел государственной экономии.
8 мая 1905 года назначен младшим делопроизводителем VIII класса Государственной канцелярии. С февраля 1907 года — помощник пристава Государственной думы, с 1908 г. помощник делопроизводителя VIII класса канцелярии Государственной думы. 31 декабря 1909 года назначен делопроизводителем Государственной думы.
С 1 марта 1910 года — в распоряжении сенатора Глищинского, ревизовавшего Иркутский и Приамурский военные округа, за участие в ревизии получил благодарность.
С 23 июня 1914 года — чиновник особых поручений V класса при министре внутренних дел. С 8 июля 1915 года — екатеринославский вице-губернатор. Приказом императора от 17 января 1917 года назначен олонецким губернатором, однако в связи с событиями Февральской революции до места службы не доехал, и фактически в должность не вступил. Формально уволен постановлением Временного правительства с 1 мая 1917 г. с формулировкой «согласно прошению, по болезни».

## Семья
16 января 1911 года женился на дочери генерал-майора баронессе Ольге Николаевне Ребиндер, имел сына Сергея (родился 10 февраля 1912 г.).

## Награды
- Орден Святой Анны 2-й степени (6 декабря 1916).

- Медаль «В память 300-летия царствования дома Романовых» (1913);
- Медаль «За труды по отличному выполнению всеобщей мобилизации 1914 г.» (1915).